# Lubomyśle
Lubomyśle – wieś w Polsce położona w województwie wielkopolskim, w powiecie konińskim, w gminie Ślesin.
| SIMC    | Nazwa | Rodzaj    |
| ------- | ----- | --------- |
| 0297000 | Biele | część wsi |

Nazwa wsi pochodzi od staropolskiego imienia *Lubomysł.
22 marca 1863 roku miała miejsce bitwa pod Lubomyślem, pomiędzy powstańcami styczniowymi z oddziału Kazimierza Mielęckiego a Rosjanami. Polacy zostali zmuszeni do odwrotu z pola walki. 
W latach 1975–1998 miejscowość administracyjnie należała do województwa konińskiego.